# Liga das Nações da CONCACAF C de 2023–24
A Liga das Nações da CONCACAF C de 2023–24 é a terceira divisão da edição 2023–24 da Liga das Nações da CONCACAF, e a terceira temporada da competição de futebol que envolve as 16 seleções nacionais masculinas de futebol da CONCACAF. Foi disputada entre 7 de setembro de 2023 até 21 de novembro de 2023

## Fase de Grupos

### Grupo A
| Pos | Equipe               | Pts | J | V | E | D | GP | GC | SG  | Promovido           |  | São Martinho (França) | Bonaire | Anguila |
| --- | -------------------- | --- | - | - | - | - | -- | -- | --- | ------------------- |  | --------------------- | ------- | ------- |
| 1   | São Martinho Francês | 12  | 4 | 4 | 0 | 0 | 20 | 1  | +19 | Promovidos a Liga B |  | —                     | 2–1     | 8–0     |
| 2   | Bonaire              | 6   | 4 | 2 | 0 | 2 | 6  | 6  | 0   | Promovidos a Liga B |  | 0–4                   | —       | 2–0     |
| 3   | Anguila              | 0   | 4 | 0 | 0 | 4 | 0  | 19 | −19 |                     |  | 0–6                   | 0–3     | —       |

| 7 de setembro de 2023 | Anguila | 0 – 6     | São Martinho Francês                                 | Raymond E. Guishard Technical Centre The Valley |
| 16:00 (UTC−4)         |         | Relatório | Raga 6', 32', 38', 40' · Segarel 25' · Lacazette 70' | Árbitro: MEX Fernando Hernández                 |

| 11 de setembro de 2023 | São Martinho Francês         | 2 – 1     | Bonaire      | SKNFA Technical Center Basseterre |
| 19:00 (UTC−4)          | Raga 75' · Casper 87' (g.c.) | Relatório | Martinus 67' | Árbitro: SKN Reginald Gumbs       |

| 12 de outubro de 2023 | Bonaire                 | 2 – 0     | Anguila | Stadion Antonio Trenidat Rincón |
| 19:00 (UTC−4)         | Ronde 10' · Pourier 36' | Relatório |         | Árbitro: CUW Norberto da Silva  |

| 16 de outubro de 2023 | São Martinho Francês                                                   | 8 – 0     | Anguila | SKNFA Technical Center Basseterre |
| 16:00 (UTC−4)         | Segarel 17', 32' (pen), 39', 47' · Raga 65', 70', 89' · Richardson 48' | Relatório |         | Árbitro: SLV Jaime Herrera        |

| 18 de novembro de 2023 | Anguila | 0 – 3     | Bonaire                            | Raymond E. Guishard Technical Centre The Valley |
| 15:00 (UTC−4)          |         | Relatório | Anthony 2', 6' (pen) · Michiel 73' | Árbitro: SKN Tristley Bassué                    |

| 21 de novembro de 2023 | Bonaire | 0 – 4     | São Martinho Francês                          | Stadion Antonio Trenidat Rincón |
| 19:00 (UTC−4)          |         | Relatório | Gentes 3', 45+3' · Lebon 13' · Richardson 46' | Árbitro: ARU Ricangel de Leca   |

### Grupo B
| Pos | Equipe                   | Pts | J | V | E | D | GP | GC | SG  | Promovido           |     | Aruba | Ilhas Cayman | Ilhas Virgens Americanas |
| --- | ------------------------ | --- | - | - | - | - | -- | -- | --- | ------------------- | --- | ----- | ------------ | ------------------------ |
| 1   | Aruba                    | 12  | 4 | 4 | 0 | 0 | 14 | 4  | +10 | Promovidos a Liga B |     | —     | 5–1          | 3–1                      |
| 2   | Ilhas Caimã              | 4   | 4 | 1 | 1 | 2 | 6  | 10 | −4  |                     |     | 1–2   | —            | 2–1                      |
| 3   | Ilhas Virgens Americanas | 1   | 4 | 0 | 1 | 3 | 5  | 11 | −6  |                     | 1–4 | 2–2   | —            |                          |

| 7 de setembro de 2023 | Ilhas Virgens Americanas             | 2 – 2     | Ilhas Caimã           | Bethlehem Soccer Stadium Charlotte Amalie |
| 19:00 (UTC−4)         | McLaughlin 23' (g.c.) · St-Louis 42' | Relatório | Ebanks 16' · Gray 47' | Árbitro: GRN Reon Radix                   |

### Grupo C
| Pos | Equipe                   | Pts | J | V | E | D | GP | GC | SG | Promovido           |     | Dominica | Ilhas Virgens Britânicas | Turcas e Caicos |
| --- | ------------------------ | --- | - | - | - | - | -- | -- | -- | ------------------- | --- | -------- | ------------------------ | --------------- |
| 1   | Dominica                 | 10  | 4 | 3 | 1 | 0 | 8  | 2  | +6 | Promovidos a Liga B |     | —        | 1–1                      | 2–0             |
| 2   | Ilhas Virgens Britânicas | 5   | 4 | 1 | 2 | 1 | 7  | 6  | +1 |                     |     | 1–2      | —                        | 3–1             |
| 3   | Turcas e Caicos          | 1   | 4 | 0 | 1 | 3 | 3  | 10 | −7 |                     | 0–3 | 2–2      | —                        |                 |